# Licnoptera anguliscripta
Licnoptera anguliscripta är en fjärilsart som beskrevs av T.P. Lucas 1890. Licnoptera anguliscripta ingår i släktet Licnoptera och familjen björnspinnare. Inga underarter finns listade i Catalogue of Life.